# オーシャンパシフィック・ホリデー
オーシャンパシフィック・ホリデーは東京都港区にある芸能事務所。
1998年2月25日ホリデージャパンとして創立。2006年10月にレコード会社と、営業会社の分離独立を図る為に創立。

## 所属タレント
- いずはら玲子
- 加門亮
- 田中収（ニック・ニューサ）
- 谷ちえ子
- 中条きよし※役者分野はヒラタオフィスに所属
- 西山ひとみ
- 若原りょう

## 契約タレント
- 秋庭豊とアローナイツ
- バラクーダ
- 宮路オサム
- しいの乙吉